# Ctenocella flava
Ctenocella flava är en korallart som först beskrevs av Nutting 1910.  Ctenocella flava ingår i släktet Ctenocella och familjen Ellisellidae. Inga underarter finns listade i Catalogue of Life.